# Nożownik (film)
Nożownik (ang. The Hunted) – amerykański film fabularny z 2003 roku w reżyserii Williama Friedkina. Zdjęcia do filmu nakręcono w okresie od 5 marca 2001 roku do 3 marca 2002 roku, w Oregon City, Portland, Salem, Sublimity, kanionie Columbia River, nad rzeką Elwha i górach Hood (Oregon, USA) oraz w Port Angeles.

## Fabuła
Żołnierz Aaron Hallam, który zbiegł z oddziałów specjalnych, ukrywa się w lasach Oregonu. Wkrótce zostają tam znalezione ciała czterech zamordowanych przez niego myśliwych. W śledztwo wyjaśniające morderstwa, angażuje się były przełożony Hallama, Bonham.

## Obsada
- Tommy Lee Jones - L. T. Bonham
- Benicio del Toro - Aaron Hallam
- Connie Nielsen - Abby Durrell
- Leslie Stefanson - Irene Kravitz
- Aaron DeCone - Stokes
- Rex Linn - Powell

i inni